# Miguel Estenssoro Rojas
Miguel Estenssoro Rojas (Tarija, 15 de julio de 1827 - Tarija, 15 de marzo de 1898) fue un militar boliviano destacado por su participación en las Guerras Tobas, la Guerra del Pacífico y sus exploraciones en el Gran Chaco boliviano. También ocupó el cargo de Jefe Superior de Fortines y Colonias en el departamento de Tarija, convirtiéndose en la máxima autoridad militar y política de la entonces provincia Gran Chaco.

## Biografía
Inicialmente dedicado al comercio, ingresó a la carrera militar donde alcanzó el grado de coronel en 1870. Durante las Guerras Tobas en 1862, como comandante militar de Salinas, lideró campañas contra los indígenas en batallas como las de los "Cañones de Abatiri", "Guacaya", "Caipipendi", "Ingre" y "Ñacamire", conquistando "Chimeo" y "Yaguasú". Derrotó al cacique Pasuani, consolidando el control militar en la región.
En 1866 acompañó al Dr. Sebastián Cainzo en una expedición al río Pilcomayo. En 1877, bajo el gobierno de Hilarión Daza, fue nombrado Comandante General de Tarija. Para proteger la frontera de ataques indígenas, organizó el Batallón “Tarija” 3.º de Granaderos, compuesto principalmente por soldados del Gran Chaco, con base en Caiza. Este batallón participó en la Guerra del Pacífico, integrando la V División y combatiendo en la Batalla del Alto de la Alianza el 26 de mayo de 1880. Tras la guerra, los sobrevivientes regresaron a Caiza, donde reinstalaron su cuartel.
Al finalizar la Guerra del Pacífico, Estenssoro se unió al movimiento del general Narciso Campero. En 1883, fue enviado como secretario en una comisión exploradora del Gran Chaco, junto al Dr. Daniel Campos quien era un historiador boliviano. Participó en la fundación del asentamiento de Crevaux el 29 de agosto de 1883, en la fundación del fortín Estenssoro, y llegó luego de más de 4 meses de travesía llegaron a Asunción, Paraguay en noviembre de ese año.
Sus padres fueron Sebastián Estenssoro Artunduaga (1801 - 1873) y María Concepción Rojas Iñiguez (1807 - 1880). En 1866 contrajo matrimonio con Teodosia Rivero Martínez, a quien conoció en la ciudad de Cochabamba de regreso de uno de sus viajesy con quien tuvo tres hijos: Amalia (1875 - 1947), Alfredo (1877 - 1937) y Miguel Sebastián (1893 - 1965).Falleció a los 71 años el 15 de marzo de 1898 en su ciudad natal, Tarija.
En su honor lleva su nombre una de las principales unidades educativas fundada en 1916 en la ciudad de Yacuiba.
En el año 2023 fue declarado héroe nacional mediante Ley 1530, dada su destacada participación como jefe del Batallón Tarija que enfrentó a las tropas chilenas el 26 de mayo de 1880 en campos de Tacna, Perú durante la contienda de la guerra del Pacífico. En esta misma ley, se dispuso su ascenso post mortem al grado de General del Estado de Bolivia.